# 私を月まで連れてって!
『私を月まで連れてって!』（わたしをつきまでつれてって）は、竹宮惠子作の漫画作品。2005年には全6巻の完全版が刊行された。
1977年『SFファンタジア 地上編』に掲載された「夢見るマーズポート」を元に1981年より小学館の『ビッグコミックフォアレディ』誌、1985年9月号から1986年9月号まで『プチフラワー』誌に連載。

## 概要
『Fly Me to the Moon』の曲名から着想を得て創作された。
特徴として、古今東西のさまざまな文学作品をモチーフあるいはパロディにした回が多数あり、SF初心者などにとっては導入にもなっている。

## あらすじ
21世紀後半のアメリカを舞台にしたSFラブコメディ、かつホームコメディ。NASAに勤める優秀なA級宇宙飛行士でレトロ趣味を持つダン・マイルド、超能力を持つ少女ニナ・フレキシブルの17歳離れた二人の関係を中心に描く。
ニナの兄で少年科学者のアーチボルト、平安時代から続く京都の旧家の出である天才ハウスキーパー：温泉八重、巨大企業「シェラトン・グループ」の若き総帥ハリアン・シェラトンなどが、愉快でちょっとほろ苦いドタバタ活劇を繰り広げる。

## 登場人物
ダン・マイルド
本作の主人公。アメリカ空軍少佐でNASAのA級パイロット。ヒューストン郊外のメゾン（2階建てアパート）に住む独身。最先端の職業にいながら、レトロなものや古典（＝20世紀の）SF、ファンタジーをこよなく愛する遊び心ある男。任務外では弛みっぱなしだが、緊急事態に際しては軍人らしく機敏な反応を見せる。ESP（超能力者）ではないが、ニナとの間では以心伝心。軍人かつ宇宙飛行士なので宇宙ステーションへの出張は度々。
ニナ・フレキシブル
本作の主人公。ダンのメゾンの階下に住むフレキシブル家の娘。ESP（超能力者）で、ダンを恋人として慕っているが、歳の差なんと17歳。
アーチボルト（アーチー）・フレキシブル
ニナの兄。フレキシブル家の長男。度の強い眼鏡をかけたSC（特別教育クラス）の自ら認める天才児で、近視眼の少年ながら、ニナやダン他の人々と付き合ううちに、フレドリック・ブラウンなどSFも読むように多少くだけていっているらしい。彼の発明品にまつわるエピソードは多い。
フレキシブル夫人
ニナとアーチーの母親。掃除、洗濯他家事が苦手な平凡な主婦で、超ハウスキーパーのおヤエさんを頼りにしている。なぜか、フレキシブル家の人々は、ダンが家族同然に出入りしていることに疑問を持っている様子があまりない。
スタンダード・フレキシブル
フレキシブル家のご主人。ニナとアーチーの父親。子供たちや夫人の騒動に時々巻き込まれる商社マン。若い頃は詩人になりたかったらしい。
温泉八重（おんぜいやえ）
通称おヤエさん。マイルド家、フレキシブル家他多数の家をかけもちするスーパー・ハウスキーパー・レディ。Vol.2より、マイルド家のハウスキーパーとして登場しているが、複数の学位と各種の資格多数を所持し、平安時代（9世紀頃？）から続く名家のお嬢様にして当主である等、徐々に人物像が明らかにされ、シリーズ後半は主役級の大活躍を見せる。
ハリアン・シェラトン
Vol.33「宇宙に書いたラブレター」より登場するおヤエさんの熱烈な求婚者。シェラトン財閥総帥の多忙な身ながらも、おヤエさん目当てに、マイルド家やフレキシブル家に足繁く通う。ダンのレトロ趣味をヒントに新ビジネスを開拓したりもする。
SABURINA
アーチーが製作したハウスキーパー・ロボット。市販のハウスキーパー・ロボットほど洗練された姿ではなく、命令者の言葉を字義通りに解釈して重大事故を起こしかけたなどの欠点から廃棄されるものの、おヤエさんに拾われ、晴れて活躍の場を得た。おヤエさんの好みで、コンプレックスを持つ人格をプログラミングされ、おヤエさんの代理を務めるほどの成長ぶりを見せる。
ガイア
NASAの実験により製作された四次元コンピュータ。実用化の実験台に昇ったダンがイマジネーション豊か過ぎたため、計画中止・廃棄のやむなきに至るが、そのままダンのメゾンに棲み着いて、時々いたずらで時空混乱を起こしたりする。「ダンを愛する女性」の一人（名はガイアにちなむ）。
ベンガル
アーチーが虎をイメージして作った失敗作（スタイルはどう見ても犬）のペットロボットに、エイリアン（燐光を発する宇宙生物）が取り憑いて誕生したフレキシブル家のペット。寂しい心に反応して、慰めてくれる。作中では、地球人と地球外知的生命体との交流が実現しているわけではないが、存在は確認されており、ストーリーに時々絡むことがある。

## サブタイトル
1. 夢みるマーズポート（1977年『SFファンタジア 地上編』）
2. ダン・マイルド氏はご機嫌ななめ（『フォアレディ』創刊号〈1981年2月号〉）
3. 浪漫的家屋（『フォアレディ』3月号）
4. パラドックスの匣（『フォアレディ』4月号）
5. 麗しのSABURINA（『フォアレディ』5月号）
6. ヘラクレス病原体（『フォアレディ』6月号）
7. ザ・クローン（『フォアレディ』7月号）
8. スーパーカー・グラフィティ（『フォアレディ』9月号）
9. ジャバーウォックとお茶会を（『フォアレディ』10月号）
10. オリオン座は笑う（『フォアレディ』11月号）
11. 永遠のミストレル（『フォアレディ』1982年1月号）
12. エビデ・バイデ・ウー（『フォアレディ』1982年2月号）
13. アンソニーとクレオパトラ（『フォアレディ』1982年3月号）
14. エスパー戦記（『フォアレディ』1982年4月号）
15. アイドルを捜せ（『フォアレディ』1982年5月号）
16. 何かが道をやってくる?（『フォアレディ』1982年7月号）
17. オートマチックの虎（『フォアレディ』1982年8月号）
18. ひと目あなたに（『フォアレディ』1983年3月号）
19. 夢魔＝ナイト・メア（『フォアレディ』1982年9月号）
20. ここより永遠に（『フォアレディ』1982年10月号）
21. スーパー・コミュニケーション（『フォアレディ』1982年11月号）
22. 家路（『フォアレディ』1983年1月号）
23. 彼方からの手紙（『フォアレディ』1983年2月号）
24. 黒い瞳（『フォアレディ』1983年4月号）
25. コンピュータの憂ウツ（『フォアレディ』1983年5月号）
26. もう一人の私（『フォアレディ』1983年6月号）
27. ビタミンZ（『フォアレディ』1983年7月号）
28. 金魚鉢の恋（『フォアレディ』1983年8月号）
29. 白いドレス（『フォアレディ』1983年12月号）
30. 牡丹灯籠（『フォアレディ』1983年9月号）
31. バミューダ・ハリケーン（『フォアレディ』1983年10月号）
32. 人形の夢と目覚め（『フォアレディ』1983年11月号）
33. 宇宙に書いたラブレター（『フォアレディ』1984年1月号）
34. 想像的犯罪（『フォアレディ』1984年2月号）
35. 天使の気分（『フォアレディ』1984年3月号）
36. ロイヤル・ストレート・フラッシュ（『フォアレディ』1984年4・5月号）
37. くれない症候群（『フォアレディ』1984年6月号）
38. E=MC^2（『フォアレディ』1984年9月号）
39. オリエント急行殺人未遂事件（『フォアレディ』1984年7月号）
40. ヤセた〜い、でも食べたい!（『フォアレディ』1984年8月号）
41. タイム・スキャンダル（『フォアレディ』1984年10月号）
42. ティー・タイム・プレイ（『フォアレディ』1984年11月号）
43. 先生のお気に入り（『フォアレディ』1984年12月号）
44. ラビング・ジ・エイリアン（『フォアレディ』1985年1月号）
45. ニュアンスしましょ（『フォアレディ』1985年2月号）
46. 完全なる結婚（『フォアレディ』1985年3月号）
47. おヤエさんの結婚（『フォアレディ』1985年4月号）
48. ハリアンさんの日曜日（『プチフラワー』1986年3月号）
49. Do it フレキシブル!（『プチフラワー』1985年9月号）
50. 隣は何をする人ぞ（『プチフラワー』1985年11月号）
51. 赤いガラスの宮殿（『プチフラワー』1986年1月号）
52. カルチャークラブ（『プチフラワー』1986年7月号）
53. lonely around（『プチフラワー』1986年5月号）
54. 諸行無常（『プチフラワー』1986年9月号）

- 地球（テラ）フォーミング（『毎日新聞』2001年1月11日夕刊）

## 関連作品
- 「エデン2185」 - 第38話「E=MC^2」に登場するシド・ヨーハンを主人公とするSF作品。植民惑星「エデン2185」にたどり着く事を目的として2085年に打ち上げられる光子ロケットの船名にちなむ。
- 「ブライトの憂鬱」 - 八重とハリアンの長男が主人公の続編。
- 「地球へ…」- テレビアニメ化の際のオリジナルキャラクターとして、本作のキャラクターを基にした者が登場。

## 関連商品

### イメージアルバムLPレコード
私を月まで連れてって!（1983年3月21日、日本コロムビア）
Side-A
1. Fly Me To The Moon（フライ・ミー・トゥ・ザ・ムーン）作詞・作曲：BART HOWARD / 編曲：川村栄二 / 歌：鈴木博
2. Nostalgic Spaceman（ノスタルジック・スペースマン）作詞：松下誠 / 作曲・編曲：川村栄二 / 歌：上野千佳子
3. Saburina（麗わしのサブリナ）作曲・編曲：川村栄二
4. Wings（ウイングス）作詞：竹宮恵子 / 作曲・編曲：川村栄二 / 歌：上野千佳子、三浦義和
5. Space Flight（宇宙飛行）作曲・編曲：松下誠

Side-B
1. Journey To The Starry Night（星明かりのジャーニー）作曲・編曲：川村栄二
2. Time Trip（タイム・トリップ）作詞・竹宮恵子 / 作曲・編曲：川村栄二 / 歌：上野千佳子、川村栄二
3. Paradox's Box（パラドックスの匣）作曲・編曲：川村栄二
4. Midnight Merry-go-round（真夜中のメリーゴラウンド）作曲・編曲：松下誠
5. Theme From "FLY ME TO THE MOON"「私を月まで連れてって!」のテーマ 作曲・編曲：川村栄二
  - 英訳協力：青木由起子（A-4、B-2）

私を月まで連れてって!II（1984年12月21日、日本コロムビア）
Side-A
1. Claire de Lune（月の光）作曲：Claude Dedussy / 編曲：川村栄二 / ピアノソロ：深町純
2. It's Only Paper Moon（イッツ・オンリー・ア・ペーパー・ムーン）作詞：Billy Rose&E.Y.Harburg / 作曲：Harold Arlen / 歌：木村真紀
3. Bengal in Love（ベンガル・イン・ラブ）作曲：田中公平
4. Nostalgic Spaceman（ノスタルジック・スペースマン）作曲：川村栄二
5. Moon River（ムーン・リバー）作曲：Henry Mancini

Side-B
1. Fly Me To The Moon（フライ・ミー・トゥ・ザ・ムーン）作詞・作曲：Bart Howard / 歌：木村真紀
2. Another Me（アナザー・ミー）作曲：田中公平
3. Moonlight Serenade（ムーンライト・セレナーデ）作曲：Glenn Miller
4. Time Trip（タイム・トリップ）作曲：川村栄二
5. Honeymoon at 2034（2034年のハネムーン）作曲：田中公平
6. Fly Me To The Moon（フライ・ミー・トゥ・ザ・ムーン）作曲：Bart Howard / ピアノソロ：深町純
  - 演奏：コロムビア・オーケストラ、編曲：青木望・田中公平